# Liste der dänischen Abgeordneten zum EU-Parlament (1999–2004)
Die Liste der dänischen Abgeordneten zum EU-Parlament (1999–2004) listet alle dänischen Mitglieder des 5. Europäischen Parlaments nach der Europawahl in Dänemark 1999.

## Mandatsstärke der Parteien 1999
- GUE/NGL: 1
- SPE: 3
- ELDR: 6
- EVP-ED: 1
- EDU: 4
- UEN: 1

| Nationale Partei                | Mandate | Fraktion                                                                                  |
| ------------------------------- | ------- | ----------------------------------------------------------------------------------------- |
| Venstre (V)                     | 5       | Fraktion der Europäischen Liberalen, Demokratischen und Reformpartei (ELDR)               |
| Radikale Venstre (B)            | 1       | Fraktion der Europäischen Liberalen, Demokratischen und Reformpartei (ELDR)               |
| JuniBevægelsen (J)              | 3       | Europa der Demokratien und der Unterschiede (EDU)                                         |
| Folkebevægelsen mod EU (N)      | 1       | Europa der Demokratien und der Unterschiede (EDU)                                         |
| Socialdemokraterne (A)          | 3       | Fraktion der Sozialdemokratischen Partei Europas (SPE)                                    |
| Det Konservative Folkeparti (C) | 1       | Fraktion der Europäischen Volkspartei und Europäischer Demokraten (EVP-ED)                |
| Socialistisk Folkeparti (F)     | 1       | Konföderale Fraktion der Vereinten Europäischen Linken/Nordischen Grünen Linken (GUE/NGL) |
| Dansk Folkeparti (O)            | 1       | Union für das Europa der Nationen (UEN)                                                   |
| Gesamt                          | 16      |                                                                                           |

## Abgeordnete
| Bild | MEP                    | Lebens- daten | von           | bis           | Partei     | Fraktion   | Anmerkungen                                                                                     |
| ---- | ---------------------- | ------------- | ------------- | ------------- | ---------- | ---------- | ----------------------------------------------------------------------------------------------- |
|      | Bent Andersen          | 1943          | 1. März 2003  | 19. Juli 2004 | N          | EDU        | Nachgerückt für Jens Okking                                                                     |
|      | Ole Andreasen          | 1939          | 20. Juli 1999 | 19. Juli 2004 | V          | ELDR       |                                                                                                 |
|      | Freddy Blak            | 1945          | 20. Juli 1999 | 19. Juli 2004 | Aparteilos | SPEGUE/NGL | Parteiaustritt am 8. Dezember 2002; Fraktionswechsel am 18. Dezember 2001                       |
|      | Jens-Peter Bonde       | 1948–2021     | 20. Juli 1999 | 19. Juli 2004 | J          | EDU        |                                                                                                 |
|      | Niels Busk             | 1942          | 20. Juli 1999 | 19. Juli 2004 | V          | ELDR       |                                                                                                 |
|      | Mogens Camre           | 1936–2016     | 20. Juli 1999 | 19. Juli 2004 | O          | UEN        |                                                                                                 |
|      | Lone Dybkjær           | 1940–2020     | 20. Juli 1999 | 19. Juli 2004 | B          | ELDR       |                                                                                                 |
|      | Pernille Frahm         | 1954          | 20. Juli 1999 | 19. Juli 2004 | F          | GUE/NGL    |                                                                                                 |
|      | Bertel Haarder         | 1944          | 20. Juli 1999 | 27. Nov. 2001 | V          | ELDR       | Nachrücker: Ole Sørensen                                                                        |
|      | Anne Jensen            | 1951          | 20. Juli 1999 | 19. Juli 2004 | V          | ELDR       |                                                                                                 |
|      | Ole Krarup             | 1935–2017     | 20. Juli 1999 | 19. Juli 2004 | N          | EDUGUE/NGL | Fraktionswechsel am 1. Juli 2002                                                                |
|      | Torben Lund            | 1950          | 20. Juli 1999 | 19. Juli 2004 | A          | SPE        |                                                                                                 |
|      | Jens Okking            | 1939–2018     | 20. Juli 1999 | 28. Feb. 2003 | JN         | EDUGUE/NGL | Fraktionswechsel am 20. Juni 2002; Parteiwechsel am 13. Oktober 2002; Nachrücker: Bent Andersen |
|      | Karin Riis-Jørgensen   | 1952          | 20. Juli 1999 | 19. Juli 2004 | V          | ELDR       |                                                                                                 |
|      | Christian Rovsing      | 1936          | 20. Juli 1999 | 19. Juli 2004 | C          | EVP-ED     |                                                                                                 |
|      | Ulla Sandbæk           | 1943          | 20. Juli 1999 | 19. Juli 2004 | J          | EDU        |                                                                                                 |
|      | Ole Sørensen           | 1968          | 26. Nov. 2001 | 19. Juli 2004 | V          | ELDR       | Nachgerückt für Bertel Haarder                                                                  |
|      | Helle Thorning-Schmidt | 1966          | 20. Juli 1999 | 19. Juli 2004 | A          | SPE        |                                                                                                 |